# Diva Gray
Pour les articles homonymes, voir Gray.
Deborah Gray dite Diva Gray, née le 14 septembre 1952 et morte le 19 novembre 2024 est une chanteuse de disco, ancienne choriste du groupe Chic et actrice américaine.

## Biographie
Chanteuse de Change et choriste de Chic dans les années 1980, Diva Gray travaille avec de nombreux artistes comme Luther Vandross, David Lasley (en), Bette Midler ou Jocelyn Brown. En 1979, elle sort son premier et dernier album solo Hotel Paradise chez Columbia et Disc AZ.

## Discographie

### Album
- Hotel Paradise, Columbia et Disc AZ, 1979

### Single
- A Lover's Holiday, 1980
- The Glow of Love, 1980
- Searching, 1980
- Hold Tight, 1981
- Paradise, 1981
- Heaven of my Life, 1981
- Miracles, 1981
- The Very Best in You, 1982
- You Are my Melody, 1984
- Change of Hearth, 1984
- Mutual attraction, 1985
- Let's go together, 1985

## Cinéma
- Divine Madness, 1980
- Tout le monde dit I love you, 1996
- Le Temps d'un automne, 2002